# 호레이스 화이트 (정치인)
호레이스 화이트(Horace White, 1865년 10월 7일, 뉴욕주 버펄로 ~ 1943년 11월 27일, 뉴욕주 뉴욕)은 미국의 정치인으로 뉴욕주 주지사이다.

## 학력
- 코넬 대학교
- 컬럼비아 법학대학원

## 경력
- 1896.01 ~ 1906.12 제119~130대 미국 뉴욕 제36구 상원의원
- 1907.01 ~ 1908.12 제131대 미국 뉴욕 제38구 상원의원
- 1909.01 ~ 1910.10 제38대 뉴욕 부지사
- 1910.10 ~ 1910.12 제37대 뉴욕 주지사

## 역대 선거 결과
| 선거명      | 직책명                 | 대수  | 정당   | 득표율 | 득표수    | 결과 | 당락             |
| ----------- | ---------------------- | ----- | ------ | ------ | --------- | ---- | ---------------- |
| 1904년 선거 | 상원의원 (뉴욕 제36부) | 128대 | 공화당 | 61.59% | 26,660표  | 1위  | 뉴욕 주의원 당선 |
| 1906년 선거 | 상원의원 (뉴욕 제38부) | 130대 | 공화당 | 58.37% | 23,820표  | 1위  | 뉴욕 주의원 당선 |
| 1908년 선거 | 뉴욕 부지사            | 38대  | 공화당 | 50.52% | 827,416표 | 1위  | 뉴욕 부지사 당선 |